# کمکران
کمکران (به انگلیسی: Khemkaran) یک منطقهٔ مسکونی در هند است که در بخش ترن تارن واقع شده‌است. کمکران ۱۳٬۴۴۶ نفر جمعیت دارد.